# Le Bar-sur-Loup
Le Bar-sur-Loup (Occitaans: Aubarn, So Barn of o Lo Bar Italiaans (verouderd): Albarno) is een gemeente in het Franse departement Alpes-Maritimes (regio Provence-Alpes-Côte d'Azur). De gemeente telde op 1 januari 2022 2.960 inwoners, die Barois worden genoemd. De plaats maakt deel uit van het arrondissement Grasse.

## Geografie
De onderstaande kaart toont de ligging van Le Bar-sur-Loup met de belangrijkste infrastructuur en aangrenzende gemeenten.

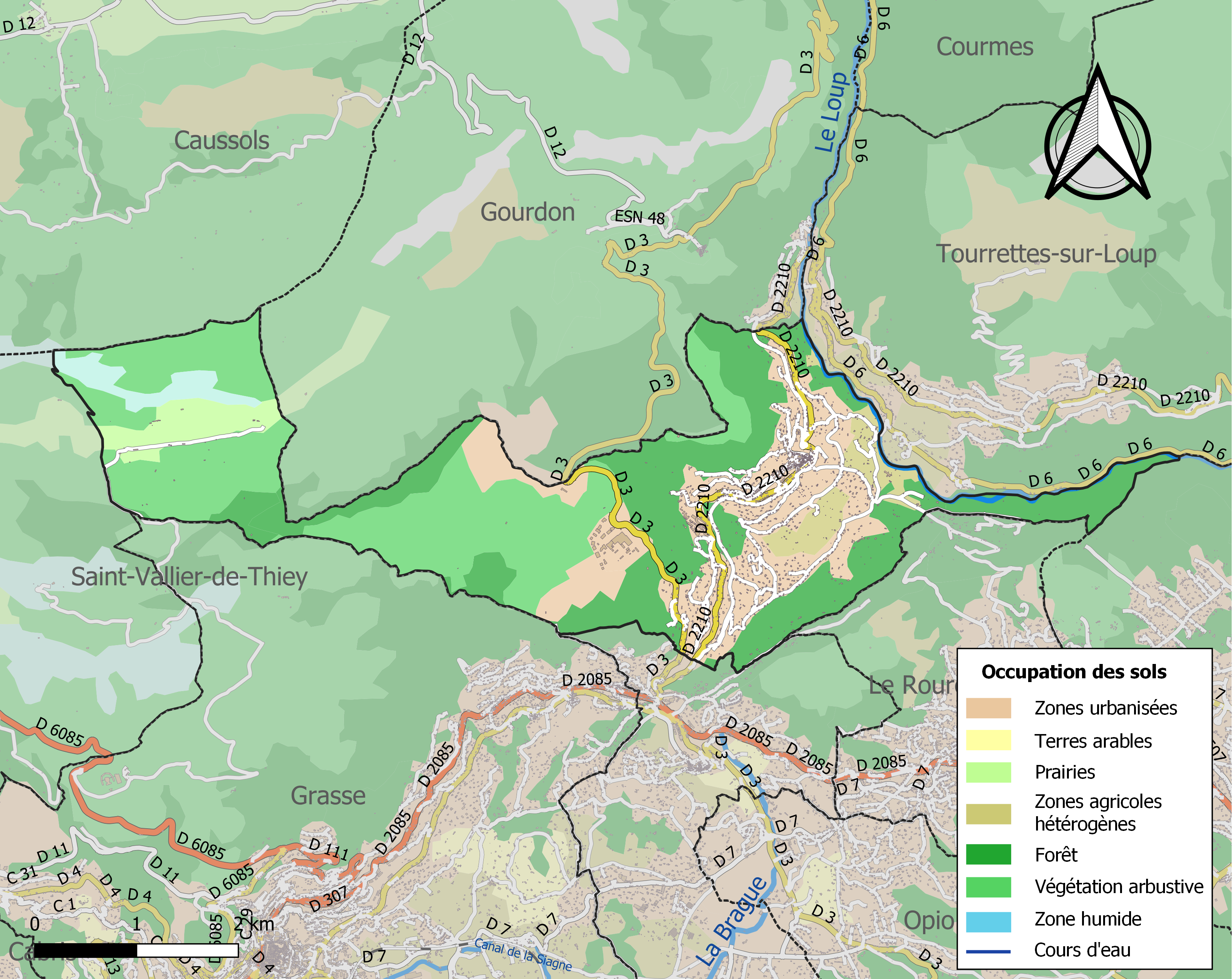

## Demografie
Onderstaande figuur toont het verloop van het inwonertal (bron: INSEE-tellingen).
Vanwege een beveiligingsprobleem met de MediaWiki Graph-software is het momenteel niet mogelijk deze grafiek weer te geven. Zodra de software is bijgewerkt zal de grafiek vanzelf weer zichtbaar worden.

## Trivia
- Célestin Freinet heeft hier op de school zijn freinetonderwijs ontwikkeld.

## Afbeeldingen

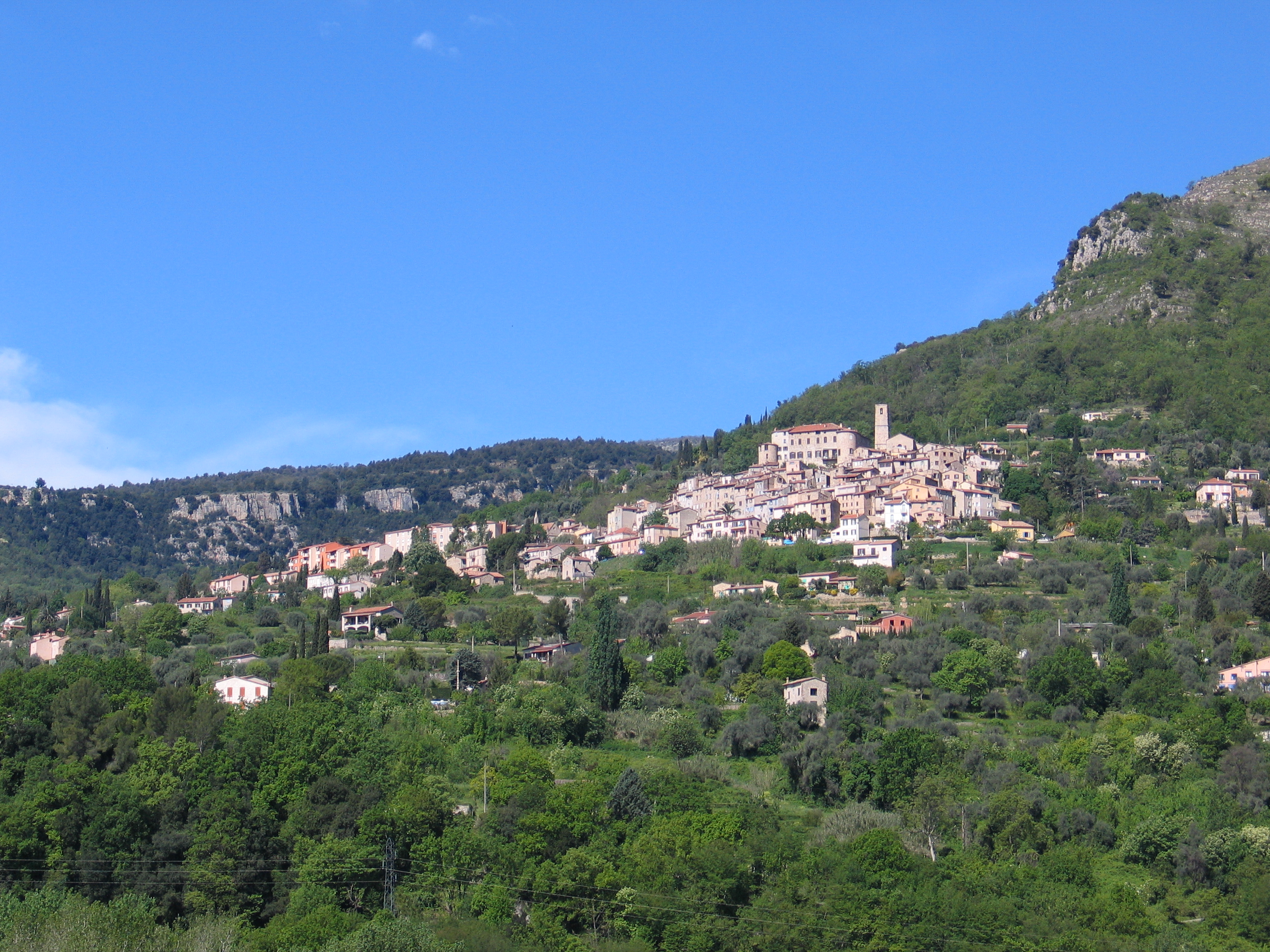
Uitzicht op de plaats
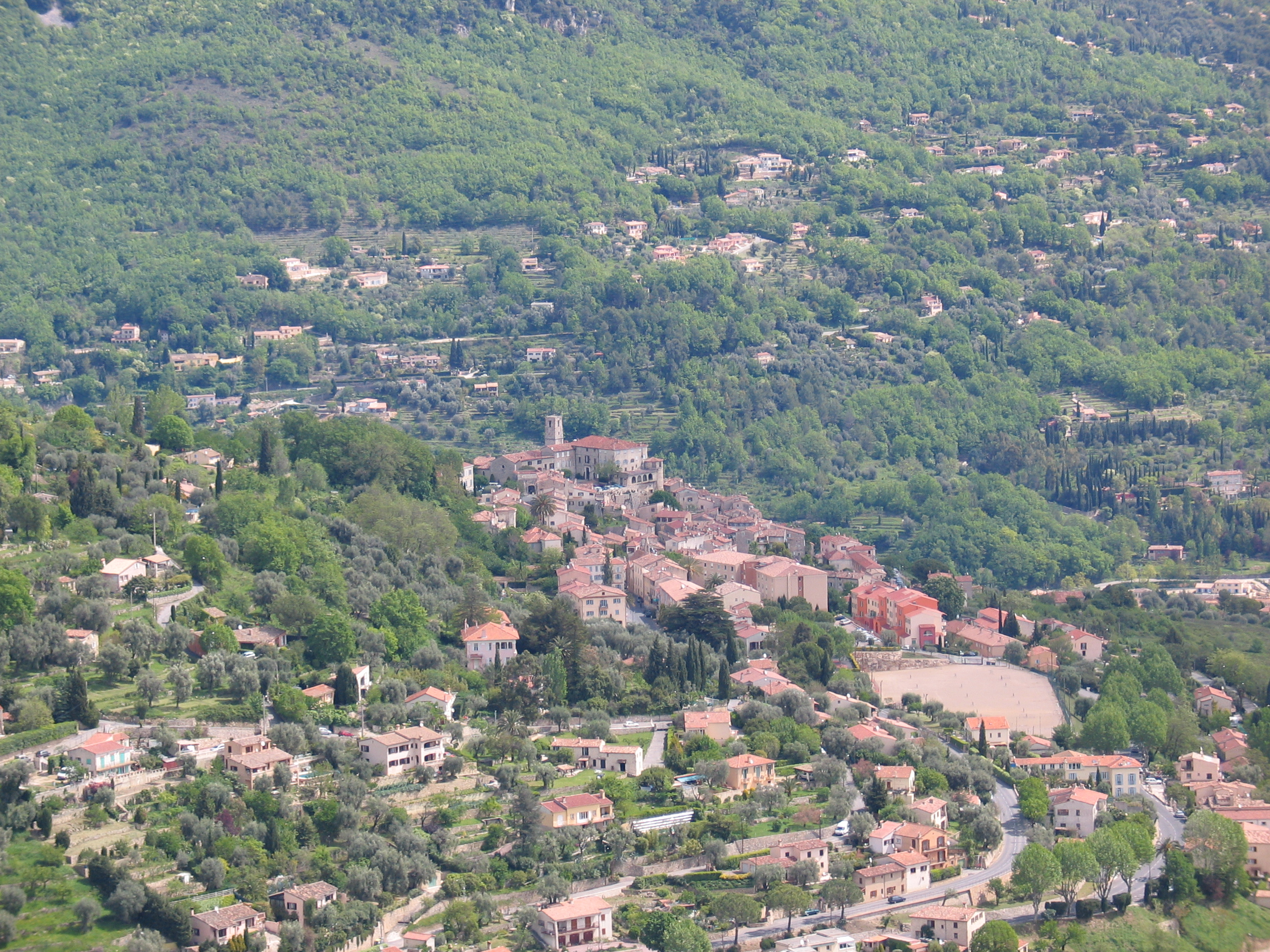
Blik van bovenaf